# Boschenhof
Der Boschenhof ist ein Einzelhof der Gemeinde Ruppertshofen im Ostalbkreis in Baden-Württemberg.

## Beschreibung
Der Hof liegt etwa zwei Kilometer westlich von Ruppertshofen jenseits des Tals der Gschwender Rot. Der Ort teilt sich mit den Orten Lettenhäusle und Fuchsreute eine zum Rottal offene Rodungsinsel. Etwas südlich fließt der Rotzufluss Sägersbach.
Der Untergrund besteht aus Stubensandstein (Löwenstein-Formation). Naturräumlich gehört der Ort zum Unterraum Hinterer Welzheimer Wald im Naturraum Schurwald und Welzheimer Wald.

## Geschichte
Bis 1802/03 gehörte der Ort zum Amt Spraitbach der Reichsstadt Gmünd. Im Zuge der Mediatisierung wurde die Reichsstadt samt ihren Ämtern zum neuwürttembergischen Oberamt Gmünd. Im Jahre 1806 kam der Boschenhof dann zum ebenfalls dem Oberamt Gmünd zugeteilten Ruppertshofen und mit diesem dann 1808 zum Oberamt Gaildorf.